# South Harrow (London Underground)

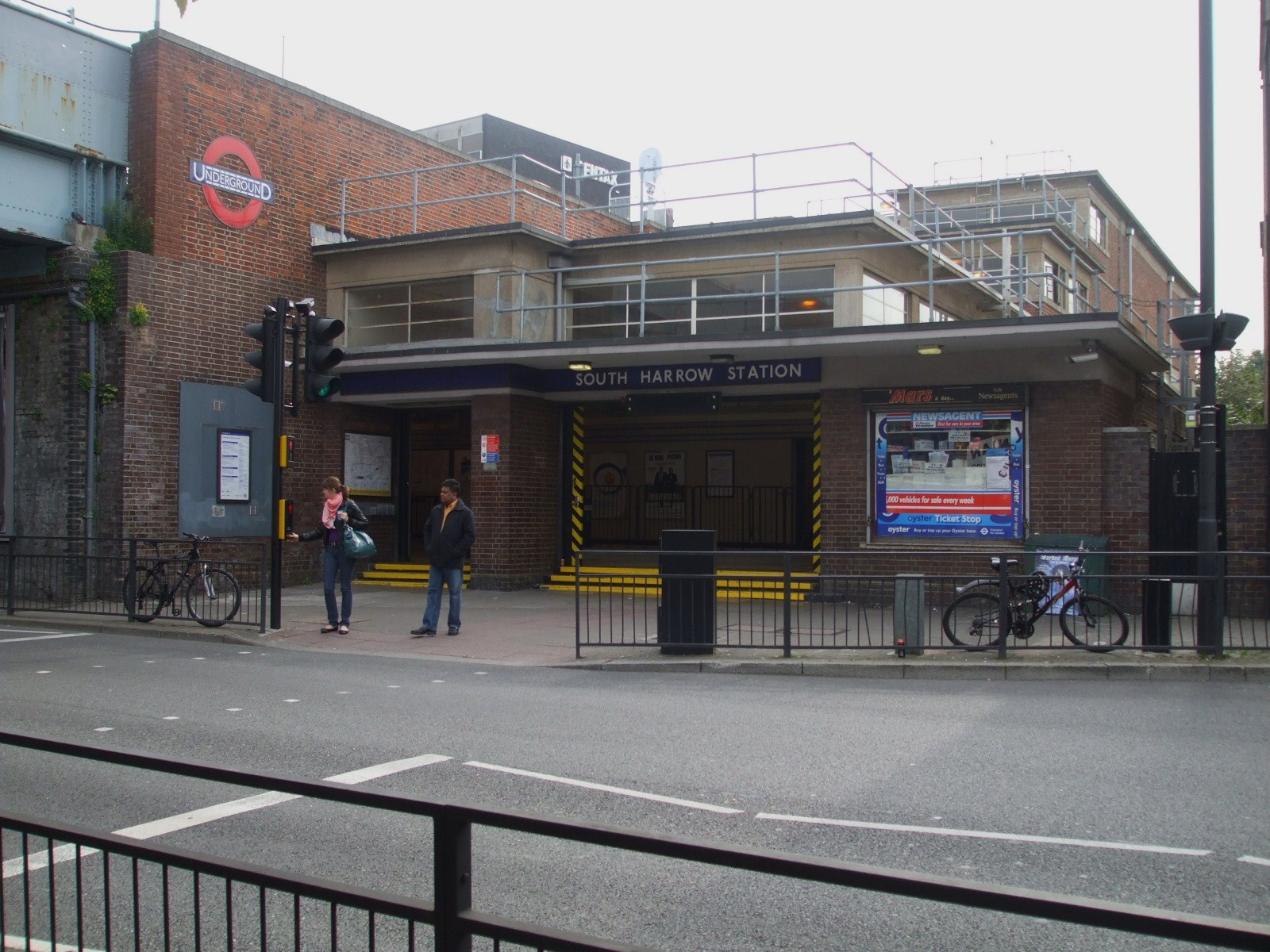
Stationsgebäude

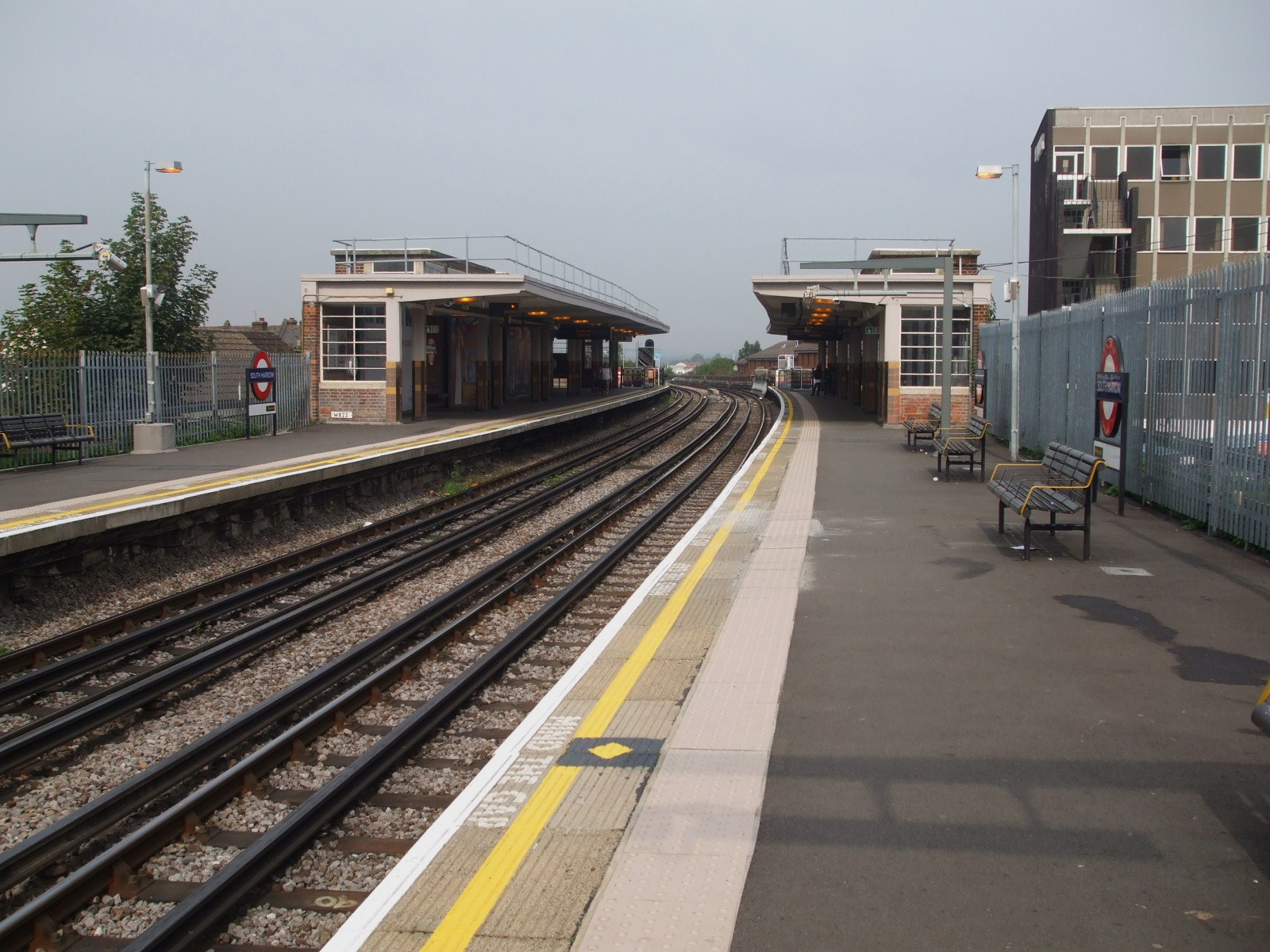
Bahnsteige

South Harrow ist eine oberirdische Station der London Underground im Stadtbezirk London Borough of Harrow. Sie liegt in der Travelcard-Tarifzone 5 an der Northolt Road. Im Jahr 2013 nutzten 2,29 Millionen Fahrgäste diese von der Piccadilly Line bediente Station.

## Geschichte
Die Eröffnung der Station erfolgte am 28. Juni 1903 durch die Metropolitan District Railway (MDR; Vorgängergesellschaft der heutigen District Line). South Harrow war Endstation der neuen Strecke, die an diesem Tag eröffnet wurde und von Park Royal & Twyford Abbey aus nach Norden führte. Der Abschnitt zwischen Ealing Common und Park Royal & Twyford Abbey war fünf Tage zuvor eröffnet worden. Die neue Strecke war – zusammen mit den bereits existierenden Gleisen ab Acton Town – die erste elektrifizierte der Unterpflasterbahnen der Underground.
Nördlich von South Harrow führt die Strecke durch die Roxeth Marshes nach Rayners Lane. Der Bau des Viaduktes über dieses mittlerweile trockengelegte Schwemmland galt damals als technische Meisterleistung. Dennoch blieb das rund 1,8 km lange Teilstück jahrelang unbenutzt, da mit der Metropolitan Railway keine Einigung über die Führung von Zügen in Richtung Uxbridge erzielt werden konnte. Erst ab dem 1. März 1910 fuhren District-Züge über South Harrow hinaus, nachdem das fehlende Teilstück elektrifiziert worden war.
Am 4. Juli 1932 wurde der Betrieb auf der Strecke zwischen Ealing Common und South Harrow an die Piccadilly Line übertragen, bis zum 22. Oktober 1933 bestand ein isolierter Pendelzugbetrieb der District Line bis Uxbridge, bevor auch dieses Teilstück an die Piccadilly Line überging.
Das ursprüngliche Stationsgebäude befand sich etwa 170 m südlich des heutigen und war von der South Hill Avenue aus erreichbar. Es steht heute inmitten eines Parkplatzes neben dem östlichen Bahnsteig. Das neue, von Charles Holden entworfene Gebäude an der Northolt Road wurde am 5. Juli 1935 eingeweiht. Es vereint Funktionalismus und Art déco und besteht aus roten Ziegelsteinen.